# Osterhofen (Königsdorf)
Osterhofen ist ein Gemeindeteil der Gemeinde Königsdorf im oberbayerischen Landkreis Bad Tölz-Wolfratshausen. Das Dorf liegt circa eineinhalb Kilometer nordöstlich von Königsdorf.

## Geschichte
Der Gemeinderat von Osterhofen beschloss am 17. Juni 1964 einstimmig, die Gemeinde Osterhofen aufzulösen und der Gemeinde Königsdorf einzugliedern. Osterhofen hatte am 31. Dezember 1964 in fünf Gemeindeteilen zusammen 277 Einwohner. 
Die Eingliederung erfolgte nach Beschluss des Innenministeriums zum 1. Januar 1966.  

## Baudenkmäler
Siehe: Liste der Baudenkmäler in Osterhofen